# Eilema nicticans
Eilema nicticans là một loài bướm đêm thuộc phân họ Arctiinae, họ Erebidae.